# Wilhelm Gutbrod
Wilhelm Gutbrod (* 26. Februar 1890 in Gerlingen bei Stuttgart; † 9. August 1948 in Plochingen am Neckar) war ein Erfinder und Unternehmer im Fahrzeugbau. Er entwickelte zahlreiche Motorräder und Automobile, Dreirad- und Vierrad-Lieferwagen sowie Rasenmäher, die unter den Markennamen Standard und Gutbrod vermarktet wurden.

## Bauernsohn
Wilhelm Gutbrod wurde am 26. Februar 1890 in Gerlingen bei Stuttgart in eine Bauernfamilie hineingeboren und wuchs in einfachen Verhältnissen auf. Er besuchte an seinem Heimatort die Volksschule und machte danach eine Lehre als Dreher und Werkzeugmacher im benachbarten Korntal. Offenbar fiel er durch gute Auffassungsgabe und Fleiß auf, da man ihn bereits im zweiten Lehrjahr auf Baustellen als Vorarbeiter einsetzte. Nach Beendigung seiner Lehre arbeitete Gutbrod beim noch jungen Feinmechanik- und Elektrotechnik-Unternehmen Bosch in Stuttgart. Dort besuchte er neben seiner Arbeit auch Abendkurse an der Maschinenbauschule.

## Soldat und Student
Von 1910 bis 1912 leistete Wilhelm Gutbrod beim Artillerieregiment 65 im württembergischen Ludwigsburg seinen Wehrdienst ab. Anschließend begann er trotz knapper Geldmittel ein Studium an der Maschinenbauschule in Eßlingen am Neckar. Weil er bei der dortigen Aufnahmeprüfung besonders gut abschnitt, wurde ihm das Schulgeld erlassen. Mit Ausbruch des Ersten Weltkrieges rückte er 1914 in sein Ludwigsburger Stammregiment ein, wechselte aber 1915 freiwillig von der Artillerie zu den noch im Aufbau befindlichen Fliegertruppen. Aufgrund seiner technischen Fähigkeiten wurde er als Ausbilder für Motorenbau an die Motorenschule in Untertürkheim abkommandiert. Während des Krieges setzte er sein Maschinenbau-Studium an der Abendschule fort. 1918 konnte Gutbrod das reguläre Studium an der Maschinenbauschule in Eßlingen wieder aufnehmen und 1919 mit der Ingenieursprüfung erfolgreich abschließen. Für seine Abschlussprüfung hatte er ein Zweitakt-Motorrad entworfen.
Bereits zuvor, am 26. Mai 1917, hatte er Pauline Maria Hahn geheiratet. Im April 1918 wurde sein erster von zwei Söhnen, Walter, geboren.

## Ingenieur
Nach seinem Studium ging Wilhelm Gutbrod im Oktober 1919 als Betriebsleiter zum Unternehmen Kaelble nach Backnang, das Motorstraßenwalzen herstellte. Dort konstruierte und baute er den ersten Dieselmotor für die Kaelble-Walzen. 1923 wechselte er zum Stuttgarter Unternehmen Klotz, wo Gutbrods für die Ingenieursprüfung entworfenes Zweitakt-Motorrad fast unverändert gebaut wurde. Dieses Motorrad erreichte eine Geschwindigkeit von fast 130 Kilometern in der Stunde und erzielte in den folgenden Jahren bei Motorradrennen mehrere Erfolge.

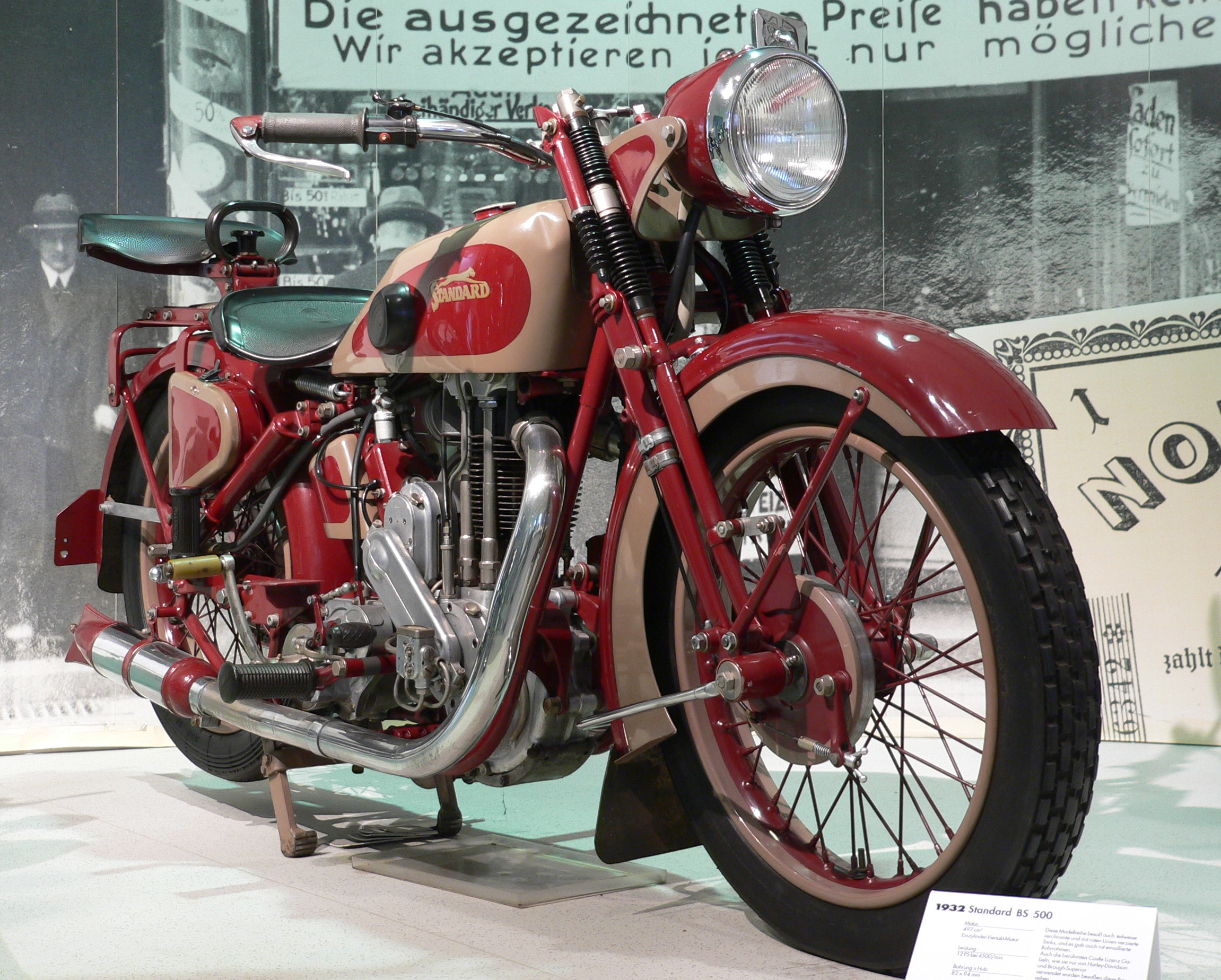
Ein Motorrad vom Typ Standard BS 500 von 1932 im Deutschen Zweirad- und NSU-Museum in Neckarsulm.

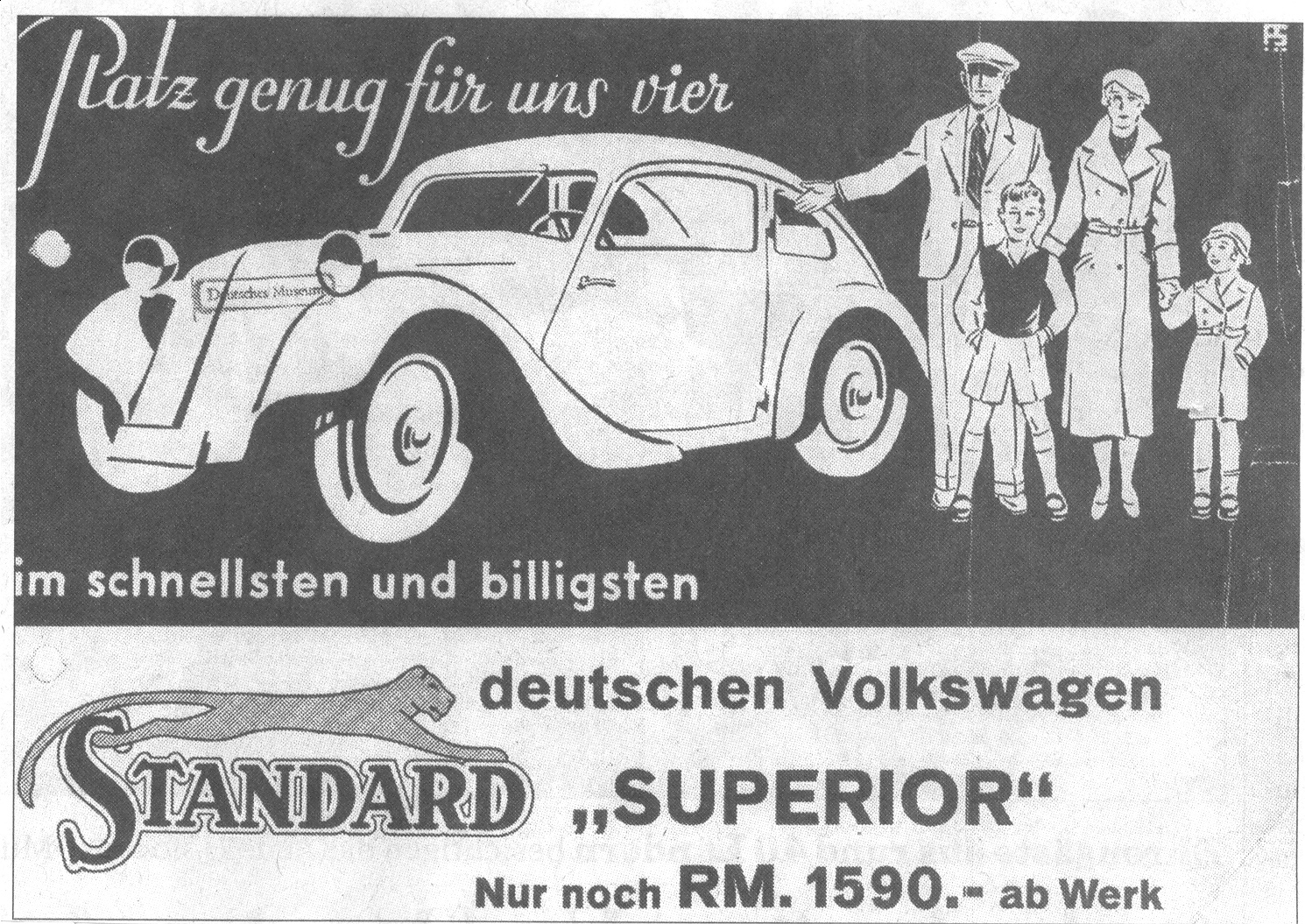
Werbung für den ersten "Volkswagen" vom Typ Gutbrod Superior 500 von 1933.

## Fahrzeugbauer
1926 machte sich Wilhelm Gutbrod gemeinsam mit dem kaufmännischen Leiter des Unternehmens Klotz, Gustav Rau, selbständig und gründete 1926 in den ehemaligen Pferdeställen einer Ludwigsburger Kaserne die Standard-Fahrzeugfabrik GmbH. Gutbrod selbst fungierte als technischer Leiter und Geschäftsführer der Firma. Das Unternehmen zog 1933 nach Stuttgart-Feuerbach und 1937 nach Plochingen am Neckar um.
Das Unternehmen begann 1926 mit dem Bau von Motorrädern der Marke Standard und 1933 mit der Produktion von Automobilen sowie Dreirad- und Vierrad-Lieferwagen der Marke Gutbrod. Die Motorräder errangen in den folgenden Jahren national und international zahlreiche Erfolge bei Rennen und Langstreckenfahrten. Das erste Automobil der Firma vom Typ Gutbrod Superior 500 wurde noch vor dem späteren VW als erster "Volkswagen" vermarktet. Die Lieferwagen waren vor allem wegen ihrer Robustheit sehr erfolgreich.
Im Zweiten Weltkrieg kam die Produktion vollständig zum Erliegen. 1946 wurde das Werk in Plochingen teilweise demontiert. Obwohl Wilhelm Gutbrod bereits gegen Ende des Krieges schwer erkrankt war, leitete er noch den Wiederaufbau des Unternehmens ein, bevor er am 9. August 1948 starb.
Nach seinem Tod führte der älteste Sohn Walter Gutbrod die Firma weiter, doch schon 1953 musste das Unternehmen wegen Zahlungsunfähigkeit teilweise verkauft werden. Heute werden unter dem Namen Gutbrod noch Hand- und Aufsitzmäher, Vertikutierer und Motorhacken vertrieben.